# Swing en tu idioma
Swing en tu idioma es el décimo séptimo álbum de estudio realizado por el cantante de pop mexicano Mijares; este álbum fue lanzado al mercado mexicano el día 27 de marzo del 2007 y está compuesto por cover's que fueron éxito en los años 80 de grupos de rock latinoamericanos en la ola de "Rock en tu idioma", solo que grabados con un estilo de Swing americano y/o Big Band.
Este trabajo musical es el último en el que el artista colabora con el productor y la casa disquera.

## Lista de canciones
| Swing en tu idioma |                                                                         |               |          |  |
| N.º                | Título                                                                  | Escritor(es)  | Duración |  |
| 1.                 | «No voy en tren» (Artista original: Charly García)                      | Charly García |          |  |
| 2.                 | «ADO» (Artista original: El Tri)                                        |               |          |  |
| 3.                 | «Persiana americana» (Artista original: Soda Stereo)                    |               |          |  |
| 4.                 | «Quién me ha robado el mes de abril» (Artista original: Joaquín Sabina) | Sabina        |          |  |
| 5.                 | «Lamento boliviano» (Artista original: Alcohol Etílico)                 |               |          |  |
| 6.                 | «No dejes qué» (Artista original: Caifanes)                             |               |          |  |
| 7.                 | «Rayando el sol» (Artista original: Maná)                               |               |          |  |
| 8.                 | «Lucha de gigantes» (Artista original: Nacha pop)                       |               |          |  |
| 9.                 | «Triste canción» (Artista original: El Tri)                             |               |          |  |
| 10.                | «María» (Artista original: Café Tacuba)                                 |               |          |  |
| 11.                | «Cuándo seas grande» (Artista original: Miguel Mateos)                  |               |          |  |

## Realización

### Vocales
- Beto Domínguez
- Mario Santos
- Sheila Ríos

### Vientos
- Gus Andrews
- Joe d'Etienne
- Alejandro Díaz
- Moisés García
- Juan Ramos
- Abel Sánchez
- Rafael Terríquez
- Luis Valle
- Guillermo Gil

### Percusiones
- Beto Domínguez
- Gabriel Puentes

### Cuerdas
- Paco Rosas

### Otros
- Charly García & Guillermo Gutiérrez Leyva
- Memo Gil → Arreglos, Bucles, Edición, Registro, Mezclas
- Mario Santos & Eugenio Toussaint → Piano, Arreglos